# Пожар в отеле-казино Пойпета
28 декабря 2022 года в гостинично-игровом комплексе Grand Diamond City в Пойпете, Камбоджа, вспыхнул пожар, в результате которого погибли по меньшей мере 27 человек: 26 человек погибли на месте и 1 скончался после госпитализации.

## Контекст
Пойпет — пограничный город в провинции Бантеймеанчей в Камбодже, примерно в 200 милях от тайской границы, напротив  города Араньяпратет, в провинции Са Кео Таиланда. Согласно камбоджийскому законодательству, азартные игры запрещены для местных жителей, но разрешены для иностранных граждан. Точно так же большинство азартных игр являются незаконными в Таиланде, поэтому Пойпет стал местом, где тайские игроки могут развлечься. Grand Diamond City – это гостинично-игровой комплекс недалеко от тайской границы, где работает 400 человек.
Казино здесь принадлежит 86-летнему тайскому политику Ватане Асавахаме, находящемуся в бегах. На момент пожара он был заочно приговорен к трём годам лишения свободы за мошенничество с землей.

## Пожар
В 23:30 28 декабря 2022 года в гостинично-игровом комплексе Grand Diamond City вспыхнул пожар, когда в здании всё ещё находились сотни человек. По меньшей мере 27 человек погибли (в основном от отравления дымом или падений), еще 112 получили ранения. Большинство жертв пожара были гражданами Таиланда, по одной жертве было из Непала, Малайзии, Китая и Вьетнама.
30 декабря премьер-министр Камбоджи Хун Сен выразил соболезнования пострадавшим от пожара.